# Madeline McDowell Breckinridge

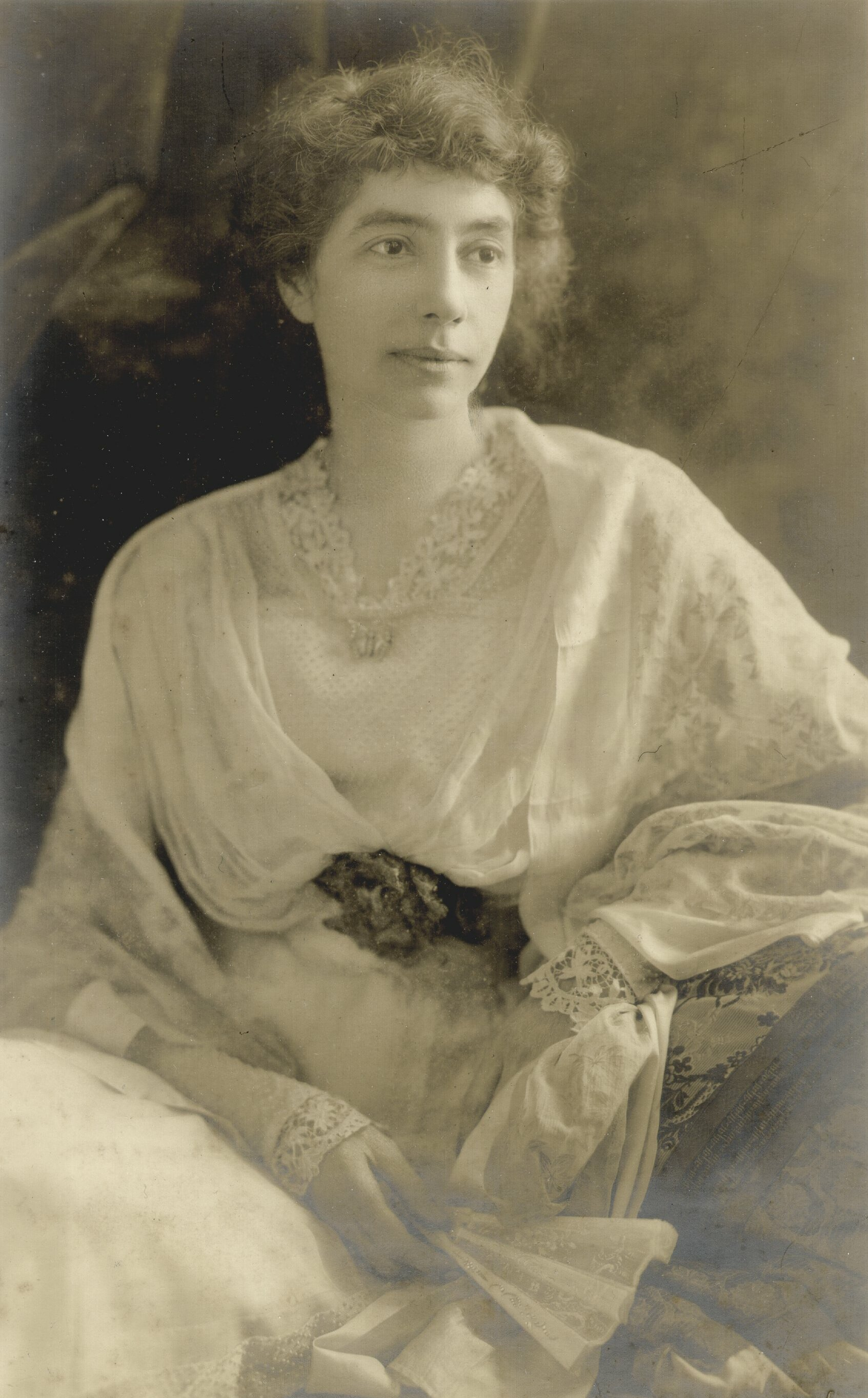
Madeline McDowell Breckinridge

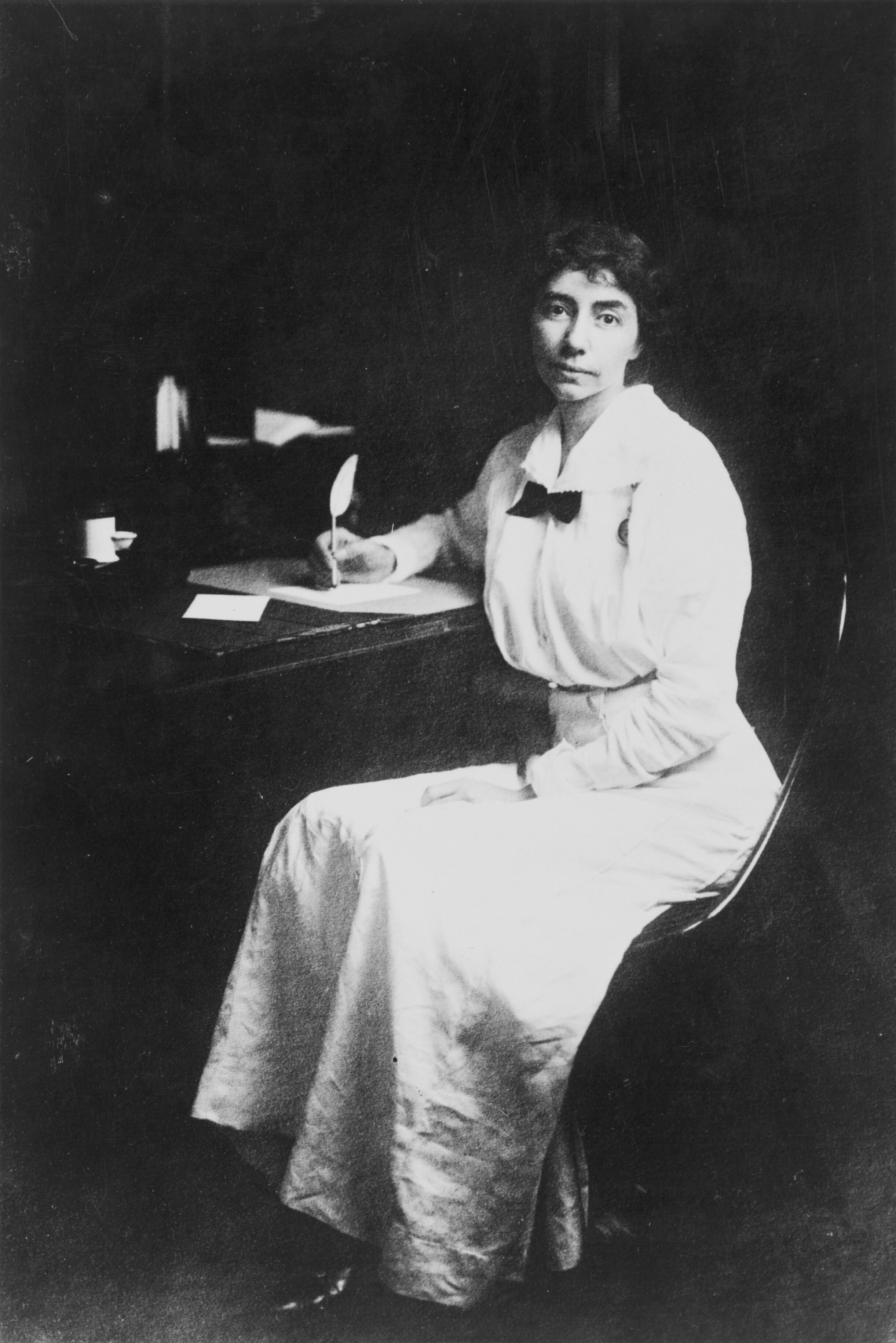
Madeline Breckinridge an ihrem Schreibtisch

Madeline McDowell Breckinridge (* 20. Mai 1872 in Franklin County, Kentucky; † 25. November 1920 in Lexington, Kentucky) war eine US-amerikanische Frauenrechtlerin und Sozialreformerin. Sie gründete neben anderen Organisationen die Kentucky Association for the Prevention and Treatment of Tuberculosis.

## Leben und Werk
Breckinridge war eines von sieben Kindern von Anne Smith Clay McDowell und Henry Clay McDowell, der als Major im Unionsheer im Sezessionskrieg diente. Sie wuchs ab 1882 auf dem Anwesen ihres Urgroßvaters Henry Clay in Ashland auf. Sie besuchte die Schule in Lexington und die Miss Porter’s School in Farmington (Connecticut). Von 1890 bis 1894 studierte sie am State College, der heutigen University of Kentucky. Während ihres Studiums erlitt sie 1890 durch eine Fußverletzung eine Knochen-Tuberkulose, weshalb ihr 1896 ein Teil ihres Beines amputiert werden musste und sie danach regelmäßig in Tuberkulose-Sanatorien behandelt wurde.

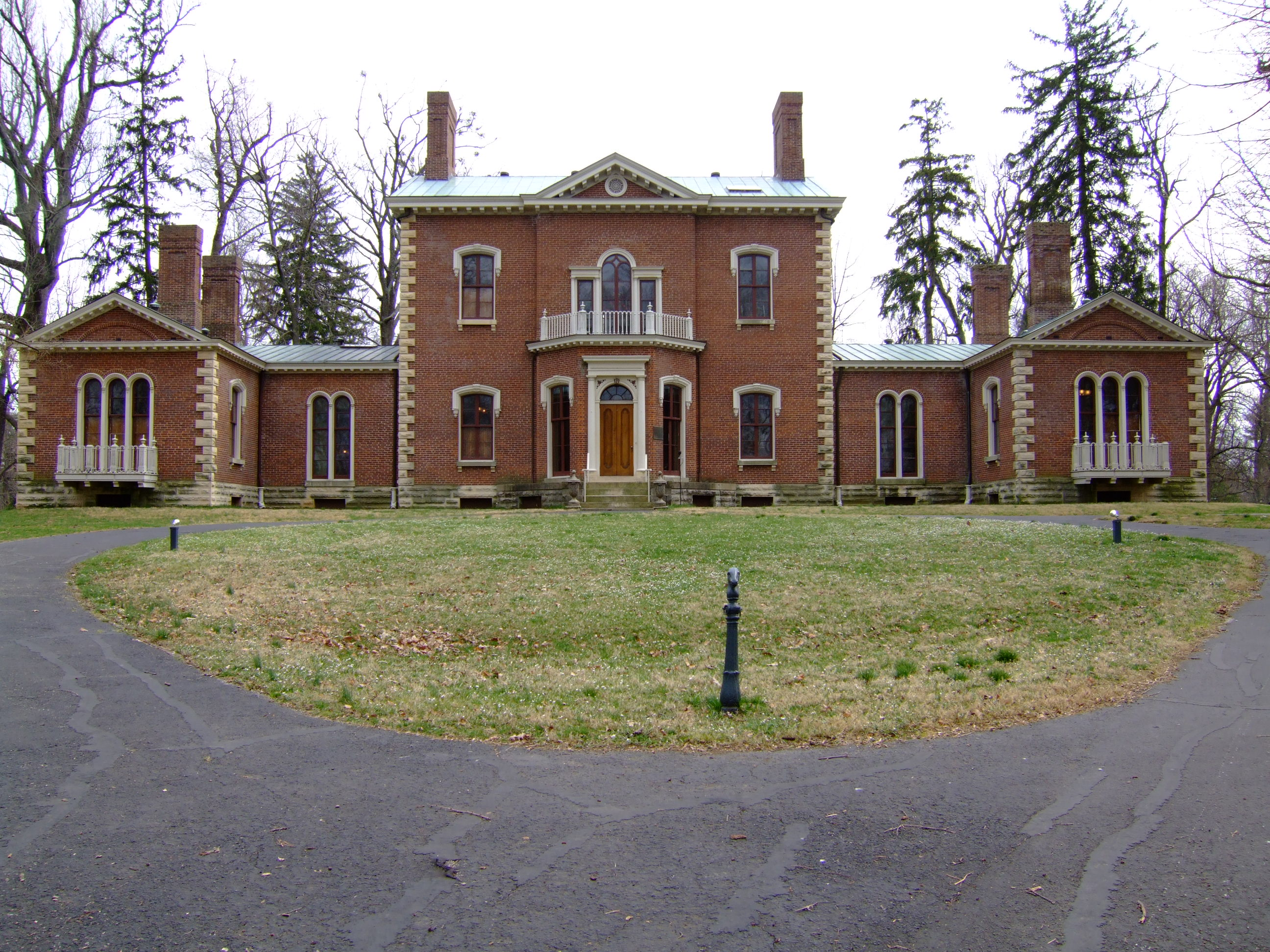
Henry Clays Herrenhaus in Ashland in Lexington, Kentucky, das seit Dezember 1960 als National Historic Landmark eingetragen ist

Sie schrieb Buchrezensionen für den Lexington Herald  und studierte mit anderen Mitgliedern des Fortnightly Clubs deutsche Philosophie und Literatur. 1895 veröffentlichte sie in der Zeitschrift Century einen Artikel über ihren Urgroßvater Henry Clay. Sophonisba Breckinridge lud sie nach Chicago ein, wo sie reformorientierte Frauen wie Grace Abbott und Edith Abbott, Marion Talbot und Julia Lathrop traf.
1898 heiratete sie den Herausgeber des Lexington Herald Desha Breckinridge, dessen Schwester die Anwältin und Sozialarbeiterin Sophonisba Breckinridge war und die eine Biographie von ihr mit dem Titel Madeline McDowell Breckinridge: A Leader in the New South schrieb.
Gemeinsam mit ihrem Mann nutzte Breckinridge die Zeitung, um für politische und soziale Anliegen zu werben, insbesondere für Programme für Hilfsbedürftige, für Kinderfürsorge und für Frauenrechte.

## Soziale Aktivitäten
1899 beteiligte sie sich an der Gründung zweier neuer Organisationen, der Associated Charities of Lexington und der Civic League. Diese Organisationen setzten sich für Reformen zur Beseitigung von Armut, für Bildung und Gesundheitsversorgung ein. Breckenridge setzte sich für die Verabschiedung von Gesetzen zur Kinderarbeit ein, für die Schulpflicht und für die Entwicklung einer Jugendgerichtsbarkeit im Land. Mit der Lexington Civic League gründete sie eine soziale Siedlung für die hilfsbedürftigen Bewohner von Lexington, zu denen viele irische Einwanderer gehörten. Die 1912 eröffnete Schule verfügte über Klassenzimmer für Kindertagesklassen und Erwachsenenabendklassen und zu der Siedlung gehörten Schwimmbäder, eine Turnhalle, eine Wäscherei, eine Schreinerei, eine Konservenfabrik und eine Gemeindeversammlungshalle.
Breckinridge begann 1905 mit der Suche nach Möglichkeiten, Menschen mit Tuberkulose in Lexington Dienstleistungen anzubieten, zunächst mit einer kostenfreien Klinik. 1912 gründete sie die Kentucky Association for the Prevention and Treatment of Tuberculosis und half durch ihre Spendenaktionen das Blue Grass Sanitarium in Lexington zu errichten. Sie war bis 1916 in der staatlichen Tuberkulosekommission tätig.

## Frauenwahlrecht
1906 wurde sie in den Landesverband der Frauenklubs berufen und setzte sich in diesem Gremium erfolgreich für ein Gesetz ein, das Frauen das Stimmrecht bei Schulwahlen einräumte. Von 1908 bis 1912 war sie Vorsitzende der Kentucky Federation of Women’s Clubs. Sie war Vizepräsidentin der National Women’s Suffrage Association und für zwei Amtszeiten Präsidentin der Kentucky Equal Rights Association, die von ihrer Cousine Laura Clay 1888 gegründet worden war.

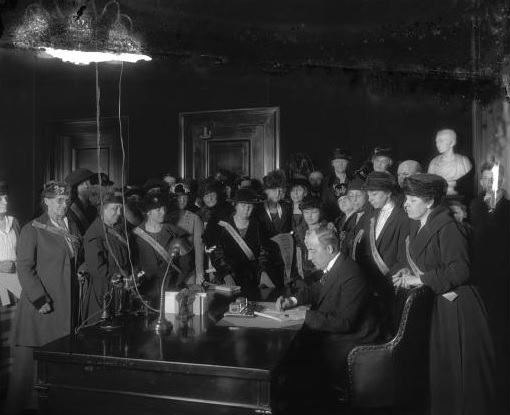
Madeline McDowell Breckinridge steht hinter (zweite von rechts) Gouverneur Edwin P. Morrow, als er Kentuckys Ratifizierung des Neunzehnten Zusatzartikels unterzeichnet

Die Kentucky Equal Rights Association setzte sich für eine Gesetzgebung ein, die das Recht verheirateter Frauen anerkennt, ihr eigenes Einkommen zu behalten, ein Testament zu erstellen und gleichberechtigte Vormunde ihrer Kinder zu sein und andere Reformen. Breckinridge erhöhte die Mitgliederzahl der Kentucky Equal Rights Association von 1779 auf 10 577 Mitglieder. Von 1913 bis 1915 war sie Vizepräsidentin der National American Woman Suffrage Association, in deren Namen sie reiste und Reden hielt und sich oft auf den Namen Henry Clay berief. Die Ratifizierung des Neunzehnten Zusatzartikels durch die gesetzgebende Körperschaft von Kentucky im Januar 1920 wurde weitgehend ihren Bemühungen zugeschrieben.
Im Sommer 1920 nahm Breckinridge an der International Women’s Suffrage Alliance in Genf in der Schweiz teil. Als sie nach Hause zurückkehrte, unternahm sie eine ausgedehnte Wahlkampftour im Auftrag des Völkerbundes und der Demokratischen Partei. Sie plante ein Treffen, um die Kentucky Equal Rights Association in eine League of Women Voters umzuwandeln. Kurz vor dem geplanten Treffen erlitt sie einen Schlaganfall und starb zwei Tage später im Alter von 48 Jahren.

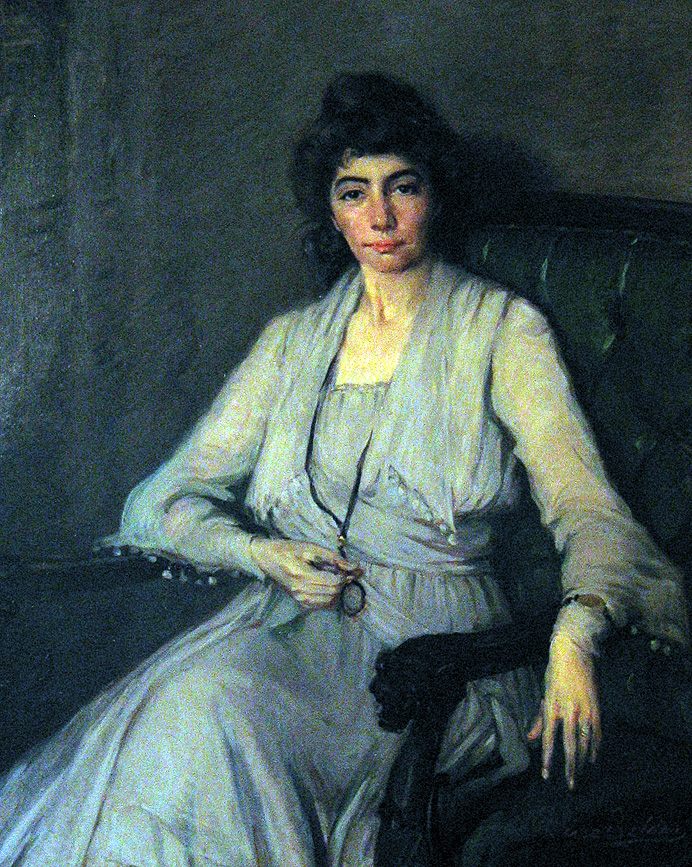
Porträt von Madeline McDowell Breckinridge

## Ehrungen
- 1996: Ernennung zur Kentucky Women Remembered
- ihr Porträt wird dauerhaft im Kentucky State Capitol ausgestellt[4]

## Veröffentlichungen
- 1905: A Mother's Sphere. New York, National Woman Suffrage Publishing Company.
- 1908: Women and the schools. The Democrat. Harrodsburg, Kentucky, Kentucky Federation of Women’s Clubs.
- 1908: The relation of the public schools to Kentucky's commercial development. The Democrat, Harrodsburg, Kentucky, Kentucky Federation of Women’s Clubs.